# Tauriphila azteca
Tauriphila azteca is een libellensoort uit de familie van de korenbouten (Libellulidae), onderorde echte libellen (Anisoptera).
De wetenschappelijke naam Tauriphila azteca is voor het eerst geldig gepubliceerd in 1906 door Calvert.